# BMW・4シリーズ (F32)
BMW 4シリーズは、ドイツの自動車メーカー・BMWが製造・販売していた乗用車である。
2013年に初めて市場投入されたモデルであるが、3シリーズのクーペ及びカブリオレを4シリーズと再編したモデルであり、先代同様3シリーズと基本コンポーネントや内装などを共有している。
グランクーペの同クラスへの導入は本モデルが初めてとなる。

## F32 クーペ/F33 カブリオレ/F36 グランクーペ
クーペモデル（F32）、リトラクタブルハードトップを持つカブリオレ（F33）、エクステリアを見直して4ドアモデルとしたグランクーペ（F36）、BMW MがチューニングしたM4（F82/F83）がある。

### クーペ（F32）
- 2012年12月5日、コンセプトモデル「コンセプト4シリーズクーペ」の概要が発表された[1]。先に発表・発売された3シリーズ（F30）の2ドア版であり、「3シリーズクーペ（E92）」の後継モデルが「4シリーズ」となることが示唆された。
- 2013年6月15日、市販モデルとして新型「4シリーズクーペ（F32）」の概要が発表された[2]。ガソリンエンジンの「428i」「435i」、ディーゼルエンジンの「420d」の3モデルがラインナップされ、「Sport」「Modern」「Luxury」「M Sport」の各デザインラインが設定された。標準で6速MT、オプションで8速ATが組み合わされる。ガソリン車には四輪駆動モデルの「xDrive」も用意され、8速ATのみが組み合わされる。
- 2013年9月24日、日本市場で発表された[3]。2.0L直列4気筒エンジンを搭載する「428i」、3.0L直列6気筒エンジンを搭載する「435i」が導入された。「435i」は左ハンドル仕様の選択も可能。「Sport」「Luxury」「M Sport」のデザインラインが用意された。
- 2014年1月28日、日本向けに「420i」が追加投入された[4]。
- 2014年2月19日、高性能モデルである「M4」の予約注文が開始された。このモデルには別のモデルコードF82が与えられている。
- 2015年8月19日、限定モデル「M Sport Style Edge」販売を発表。70台限定にて同年8月29日より販売を開始。420iクーペをベースに「ファスト・トラック・パッケージ」「LEDヘッドライト」等の装備を標準装備。ボディカラーは「アルピン・ホワイト」のみの設定[5]。
- 2016年1月、本国でエンジンを全て新世代モジュラーエンジンに置き換えることがアナウンスされた。
- 2016年4月22日、日本仕様車のエンジンを新型のものに切り替えることが発表された[6]。グレード名称は「420i」はそのまま、「428i」「435i」はそれぞれ「430i」「440i」と改められた。
- 2017年5月9日、マイナーチェンジに相当するLCIを実施。ヘッドライトおよびテールライトの意匠が変更された。ヘッドライトは全車アダプティブLEDが標準装備となった。その他、「Luxury」、「Sport」モデルの前後バンパーの意匠が変更された。「M Sport」については前後バンパーの意匠変更は行われていない。また、一部のボディカラーについて新規設定、設定廃止が行われた[7]。
- 2018年10月11日、4シリーズ クーペ/グランクーペの特別仕様車「BMW 420i M Spirit」が設定された。この特別仕様車はアダプティブLEDヘッドライトを非アダプティブタイプのLEDに変更、マルチ・ディスプレイのメーターパネルを従来の仕様に変更するなどコストダウンを行い、より安価に提供する事をターゲットとした仕様となっている[8]。

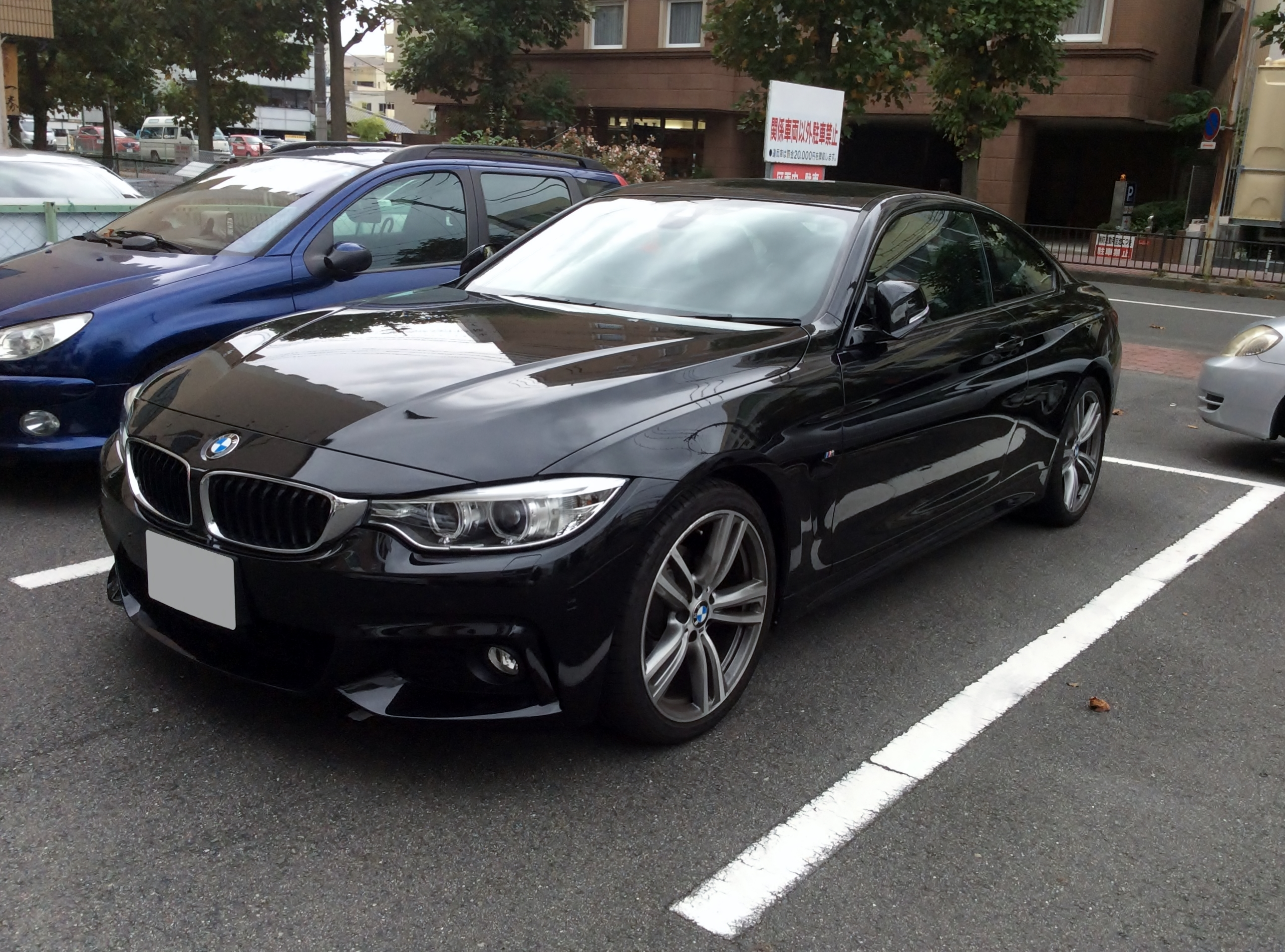
クーペ
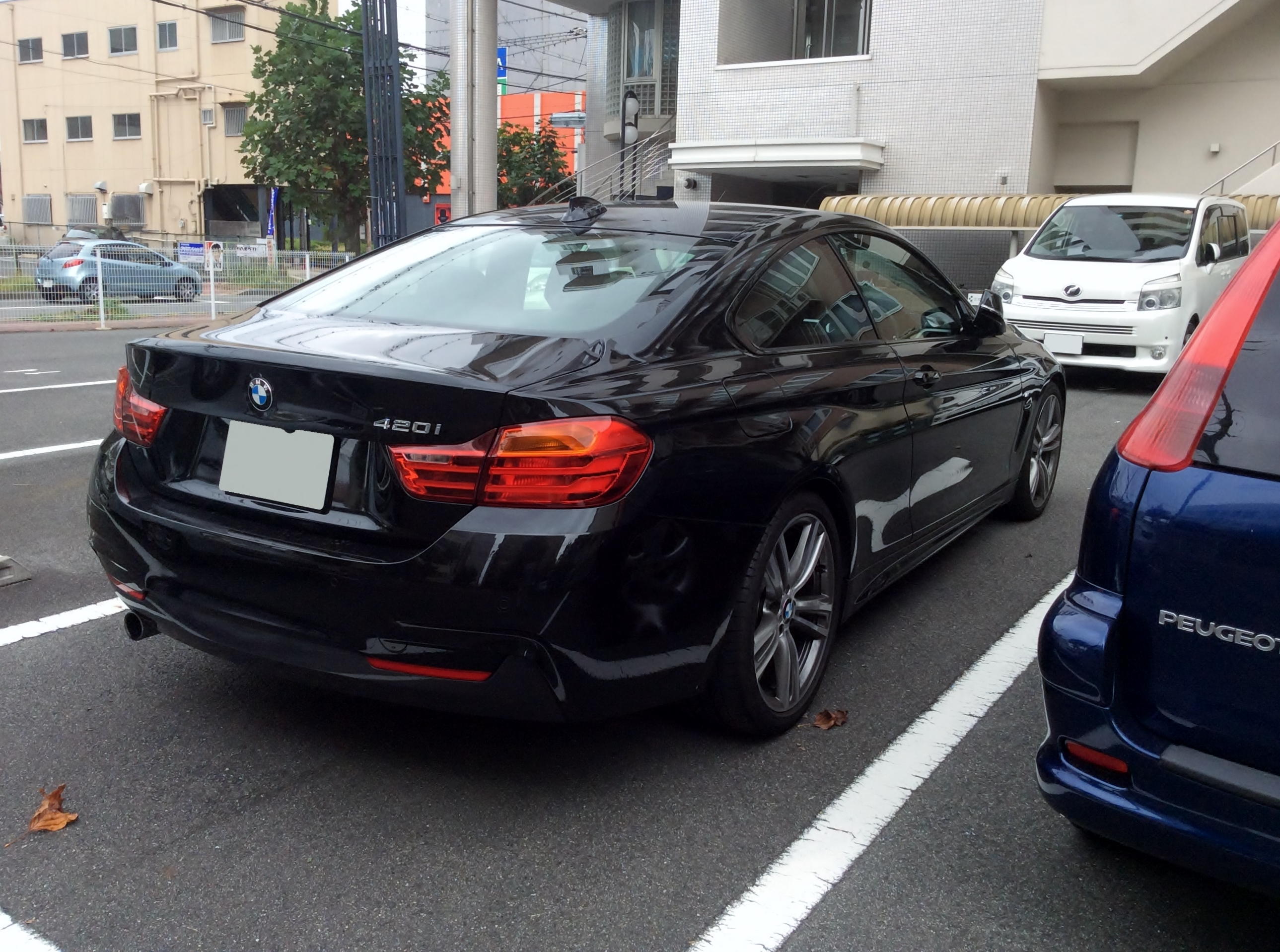
クーペ

### カブリオレ（F33）

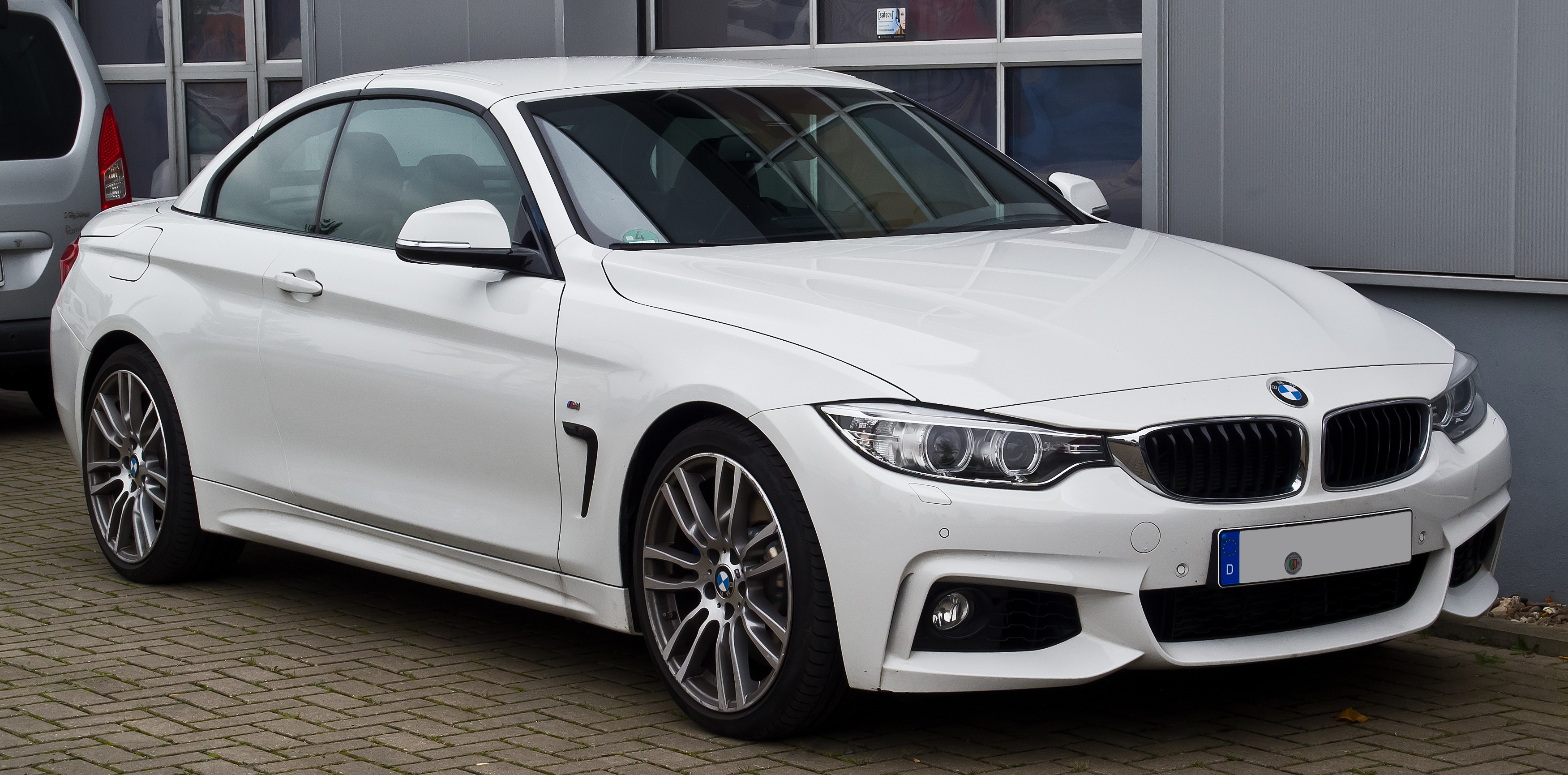
2013年10月13日、「3シリーズカブリオレ（E93）」の後継となる新型「4シリーズカブリオレ」（F33）の概要が発表された[9]。E93同様、リトラクタブルハードトップを採用し、20秒で開閉可能。ガソリンエンジンの「428i」「435i」、ディーゼルエンジンの「420d」の3モデルがラインナップされ、6速MTもしくは8速ATが組み合わされる。
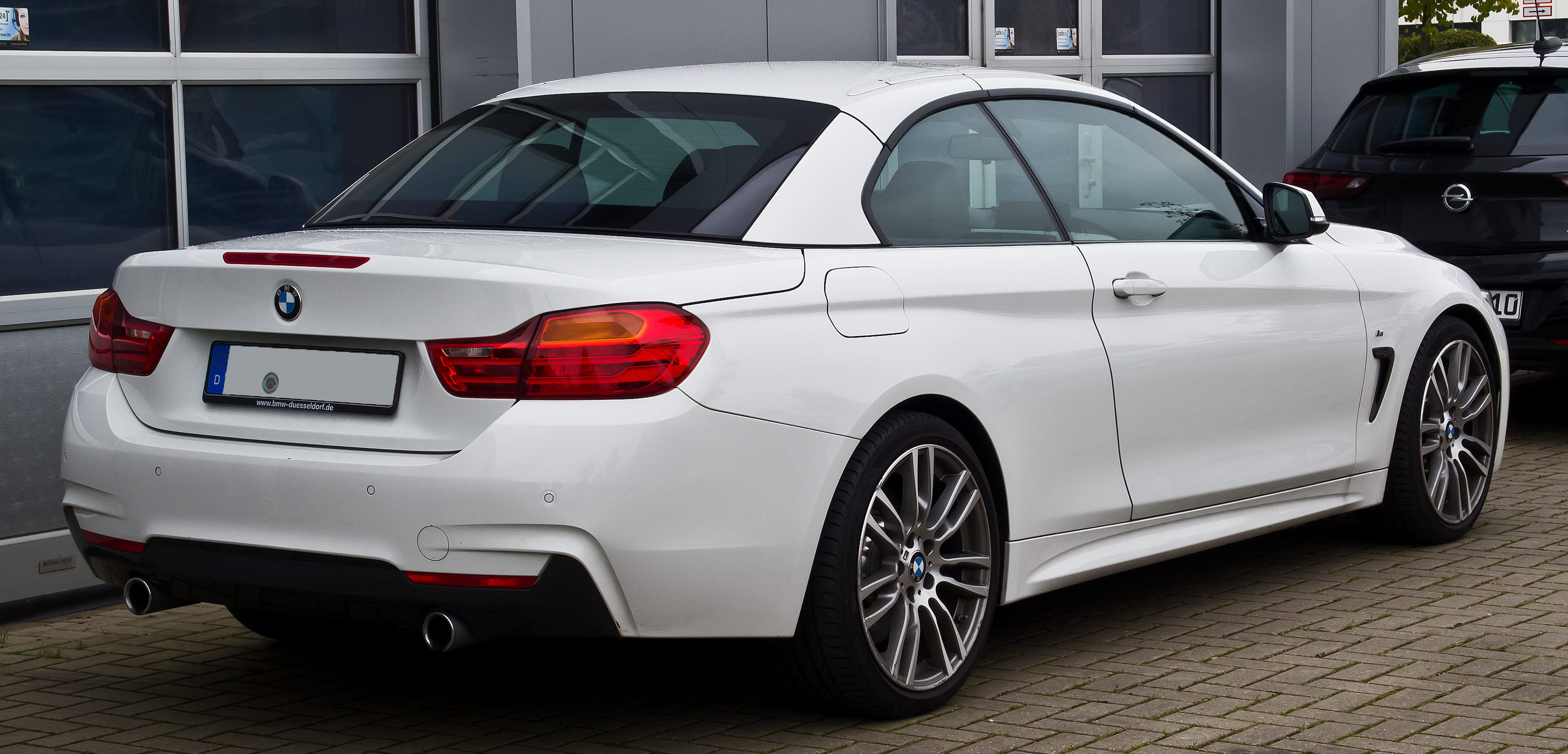
2014年2月17日、日本市場向けにカブリオレが発表[10]。3.0L直列6気筒エンジン搭載の「435i」のみが投入された。
- 2014年4月3日、本国において高性能モデルである「M4」のカブリオレが発表された[11]。このモデルには別のモデルコードF83が与えられている。
- 2016年4月22日、日本仕様車のエンジンを新型のものに切り替えることが発表された。併せてモデル名を「440i」に変更している。
- 2017年5月9日、マイナーチェンジに相当するLCIを実施。ヘッドライトおよびテールライトの意匠が変更された。ヘッドライトは全車アダプティブLEDが標準装備となった。その他、「Luxury」モデルの前後バンパーの意匠が変更された。「M Sport」については前後バンパーの意匠変更は行われていない。また、一部のボディカラーについて新規設定、設定廃止が行われた[7]。

| F33（2014年 - ）        | F33（2014年 - ） | F33（2014年 - ） | F33（2014年 - ）    | F33（2014年 - ）   | F33（2014年 - ）      | F33（2014年 - ） | F33（2014年 - ） |
| グレード                | 型式             | 排気量（cc）     | エンジン            | 最高出力（ps/rpm） | 最大トルク（kgm/rpm） | 変速機           | 駆動方式         |
| ----------------------- | ---------------- | ---------------- | ------------------- | ------------------ | --------------------- | ---------------- | ---------------- |
| 435i（2014年 - 2016年） | N55B30A          | 2,979            | 直列6気筒DOHCターボ | 306/5,800          | 40.8/1,200-5,000      | 8速AT            | 後輪駆動         |
| 440i（2016年 - ）       | B58B30A          | 2,997            | 直列6気筒DOHCターボ | 336/5,500          | 45.9/1,380-5,000      | 8速AT            | 後輪駆動         |

- カブリオレ
- カブリオレ

### グランクーペ（F36）
- 2014年2月2日、本国でBMWとして「6シリーズグランクーペ（F06）」に次ぐ2台目の4 ドアクーペモデルである、4シリーズグランクーペ（F36）の概要が発表された[12]。全長、全幅、ホイールベースはクーペと同様だが、後席のヘッドクリアランスの確保のため全高は12mm高められた。ルーフは112mm後方に伸ばされ、4ドアクーペらしい伸びやかなデザインとなった。トランクリッドはリアウインドウごと跳ね上げる方式である。ガソリンエンジンモデルには「420i」「428i」「428i xDrive」「435i」が、ディーゼルエンジンモデルには「418d」「420d」「420d xDrive」が用意された。
- 2014年5月21日、日本向けにグランクーペが発表された。日本向けには「420i」「420i xDrive」「428i」「435i」がラインナップされた[13]。
- 2015年6月24日、限定モデル「Style Edge xDrive」販売を発表。135台限定にて同年7月11日より販売を開始。420i xDrive グランクーペをベースに「専用塗装の18インチMライト・アロイ・ホイール・ダブルスポーク･スタイリング441 M」や「Sensatecレザー・シート：ブラック（専用装備）」等の装備を標準装備。ボディカラーは「アルピン・ホワイト」又は「カーボン・ブラック」のみの設定[14]。
- 2016年1月25日、限定モデル「IN STYLE」の販売を発表。200台限定にて同年2月13日より販売を開始。「420i M Sport」をベースに「アダプティブLEDヘッドライト」「19インチMライト･アロイ･ホイール･ダブルスポーク･スタイリング442M（バイ･カラー塗装）」などを装備する他、本来「M Sport」に設定のない、「サドル･ブラウンのダコタレザーシート」や、サテンアルミニウムのサイド・ウインドー・フレーム・モールディング/エア・ブリーザーを装備する[15]。
- 2016年4月22日、日本仕様車のエンジンを新型のものに切り替えることが発表された。
- 2016年10月24日、限定モデル「Celebration Edition “IN STYLE”」の発売を発表。200台限定にて同年11月5日より販売を開始。特別装備内容は、1月に発表した限定モデル「IN STYLE」と同等の仕様であるが、「ダコタ・レザーシート」に専用色の設定はなく、ブラックのレザーシートにブルーの専用ステッチが施されるかたちとなった[16]。
- 2017年5月9日、マイナーチェンジに相当するLCIを実施。ヘッドライトおよびテールライトの意匠が変更された。ヘッドライトは全車アダプティブLEDが標準装備となった。その他、「ベースモデル」、「Luxury」、「Sport」モデルの前後バンパーの意匠が変更された。「M Sport」については前後バンパーの意匠変更は行われていない。また、一部のボディカラーについて新規設定、設定廃止が行われた[7]。
- 2017年5月11日、関西地区限定モデル「StyleMeister」の発売を発表。同日より販売開始。3シリーズ セダン・ツーリングおよび4シリーズ グランクーペの3モデルに設定。420i Gran Coupe StyleMeisterは67台が用意された。なお、420i Gran Coupe StyleMeisterは3タイプ用意されている。装備は「Individual」仕様にてオーダー可能な「アベンチュリン・レッド」のボディカラーに、「アイボリー・ホワイトのレザーシート」の組み合わせ(19台)、M Sportに設定の無い「ミネラル・ホワイト」と「コーラル・レッドのレザーシート」の組み合わせ(28台)、及び「Individual」仕様にてオーダー可能な「シャンパン・クォーツ」のボディカラーに、「コーラル・レッドのレザーシート」の組み合わせ(20台)が設定されている。また、全てのモデルでIndividual仕様であるレザー・フィニッシュ・ダッシュボードが装備される。  購入可能なディーラーは、大阪府・奈良県・京都府・滋賀県・和歌山県及び兵庫県にある、BMW正規ディーラーのみで販売が行われた[17]。
- 2017年9月5日、中国・四国・九州・沖縄地区限定の特別限定車「URBANISTA」の発売を発表。45台限定にて同日より発売開始。先に限定発売された、「StyleMeister」と同様の仕様となっているが、「URBANISTA」は420i グランクーペのみの設定となっている。装備は「Individual」仕様にてオーダー可能な「シトリン・ブラック」のボディカラーに、「アイボリー・ホワイトのレザーシート」の組み合わせ(25台)、「Individual」仕様にてオーダー可能な「シャンパン・クォーツ」と「コニャックのレザーシート」の組み合わせ(10台)、および「Individual」仕様にてオーダー可能な「シャンパン・クォーツ」のボディカラーに、「コーラル・レッドのレザーシート」の組み合わせ(10台)が設定されている。  購入可能なディーラーは、岡山県・広島県・山口県・鳥取県・島根県・香川県・徳島県・愛媛県・高知県・福岡県・佐賀県・長崎県・熊本県・大分県・宮崎県・鹿児島県及び沖縄県にある、BMW正規ディーラーのみで販売が行われた[18]。
- 2018年1月22日、限定モデル「In Style Sport」の発売を発表。300台限定にて同日より発売開始。「In Style」シリーズとしては3度目の限定モデルとなり、本モデルは420iだけでなく、420i xDriveと440iをベースとしたモデルも設定された。「ファスト･トラック･パッケージ」を標準装備し専用装備の「サテン・アルミニウム・ウィンドウ・フレーム・モールディング」や「ダコタ・レザー：ブラック（ブルー・ステッチ付）」が装備された。ボディカラーは、440iには、「Individual」仕様にてオーダー可能な「タンザナイト・ブルー」を設定。420i及び420ixDriveには、スナッパー・ロック・ブルー、アルピン・ホワイト、ブラック・サファイアの3色が用意された。それぞれのモデルにおける台数等の発表はない[19]。
- 2018年10月11日、4シリーズ クーペ/グランクーペの特別仕様車「BMW 420i M Spirit」が設定された。この特別仕様車はアダプティブLEDヘッドライトを非アダプティブタイプのLEDに変更、マルチ・ディスプレイのメーターパネルを従来の仕様に変更するなどコストダウンを行い、より安価に提供する事をターゲットとした仕様となっている[8]。

| F36（2014年 - ）               | F36（2014年 - ） | F36（2014年 - ） | F36（2014年 - ）    | F36（2014年 - ）   | F36（2014年 - ）      | F36（2014年 - ） | F36（2014年 - ） |
| グレード                       | 型式             | 排気量（cc）     | エンジン            | 最高出力（ps/rpm） | 最大トルク（kgm/rpm） | 変速機           | 駆動方式         |
| ------------------------------ | ---------------- | ---------------- | ------------------- | ------------------ | --------------------- | ---------------- | ---------------- |
| 420i（2014年 - 2016年）        | N20B20B          | 1,997            | 直列4気筒DOHCターボ | 184/5,000          | 27.6/1,250-4,500      | 8速AT            | 後輪駆動         |
| 420i xDrive（2014年 - 2016年） | N20B20B          | 1,997            | 直列4気筒DOHCターボ | 184/5,000          | 27.6/1,250-4,500      | 8速AT            | 四輪駆動         |
| 420i（2016年 - ）              | B48B20A          | 1,998            | 直列4気筒DOHCターボ | 184/5,000          | 27.5/1,350-4,000      | 8速AT            | 後輪駆動         |
| 420i xDrive（2016年 - ）       | B48B20A          | 1,998            | 直列4気筒DOHCターボ | 184/5,000          | 27.5/1,350-4,000      | 8速AT            | 四輪駆動         |
| 428i（2014年 - 2016年）        | N20B20A          | 1,997            | 直列4気筒DOHCターボ | 245/5,000          | 35.7/1,250-4,800      | 8速AT            | 後輪駆動         |
| 430i（2016年 - ）              | B48B20B          | 1,998            | 直列4気筒DOHCターボ | 252/5,200          | 35.7/1,450-4,800      | 8速AT            | 後輪駆動         |
| 435i（2014年 - 2016年）        | N55B30A          | 2,997            | 直列6気筒DOHCターボ | 306/5,800          | 40.8/1,200-5,000      | 8速AT            | 後輪駆動         |
| 440i（2016年 - ）              | B58B30A          | 2,997            | 直列6気筒DOHCターボ | 336/5,500          | 45.9/1,380-5,000      | 8速AT            | 後輪駆動         |

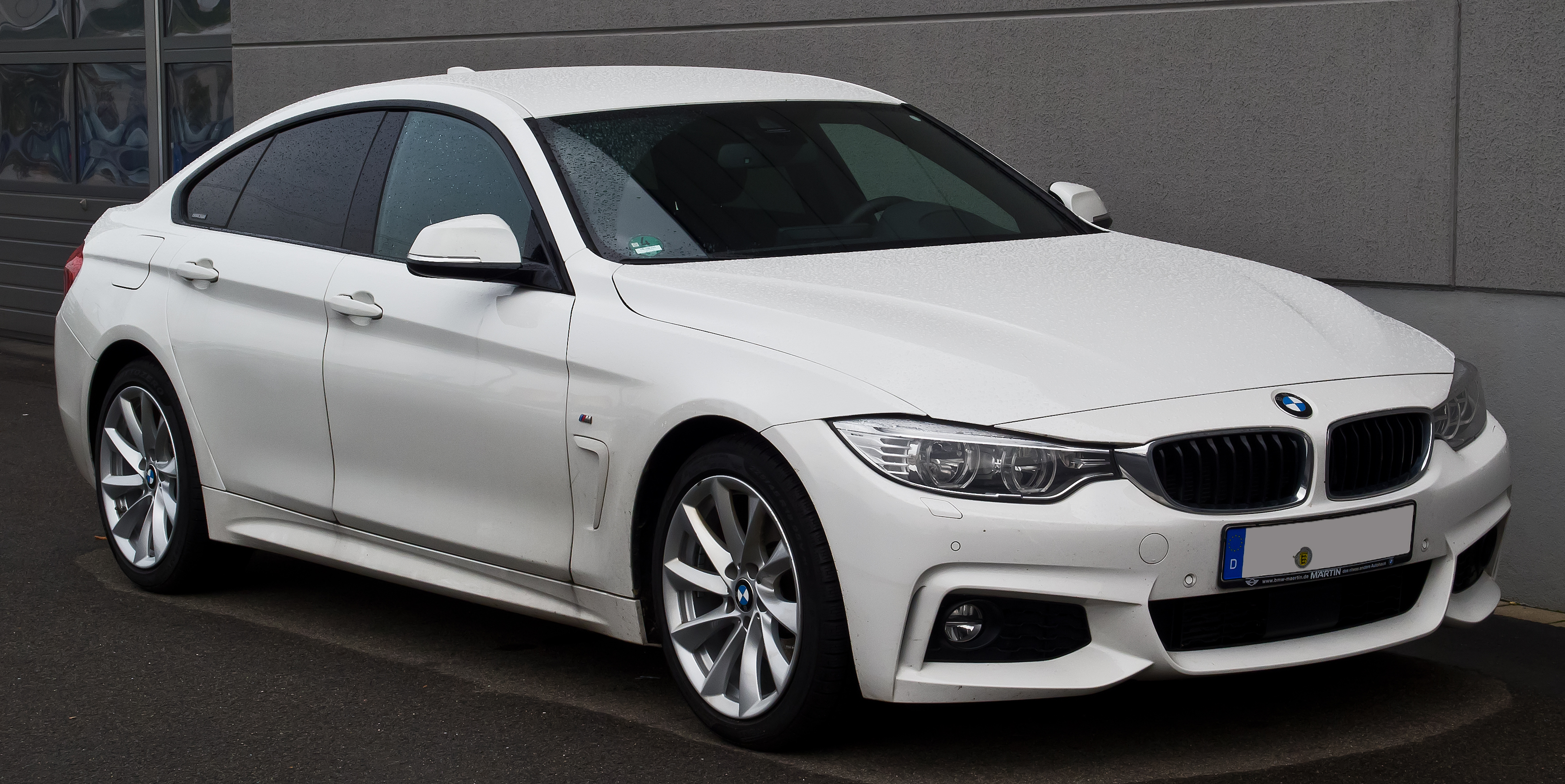
グランクーペ
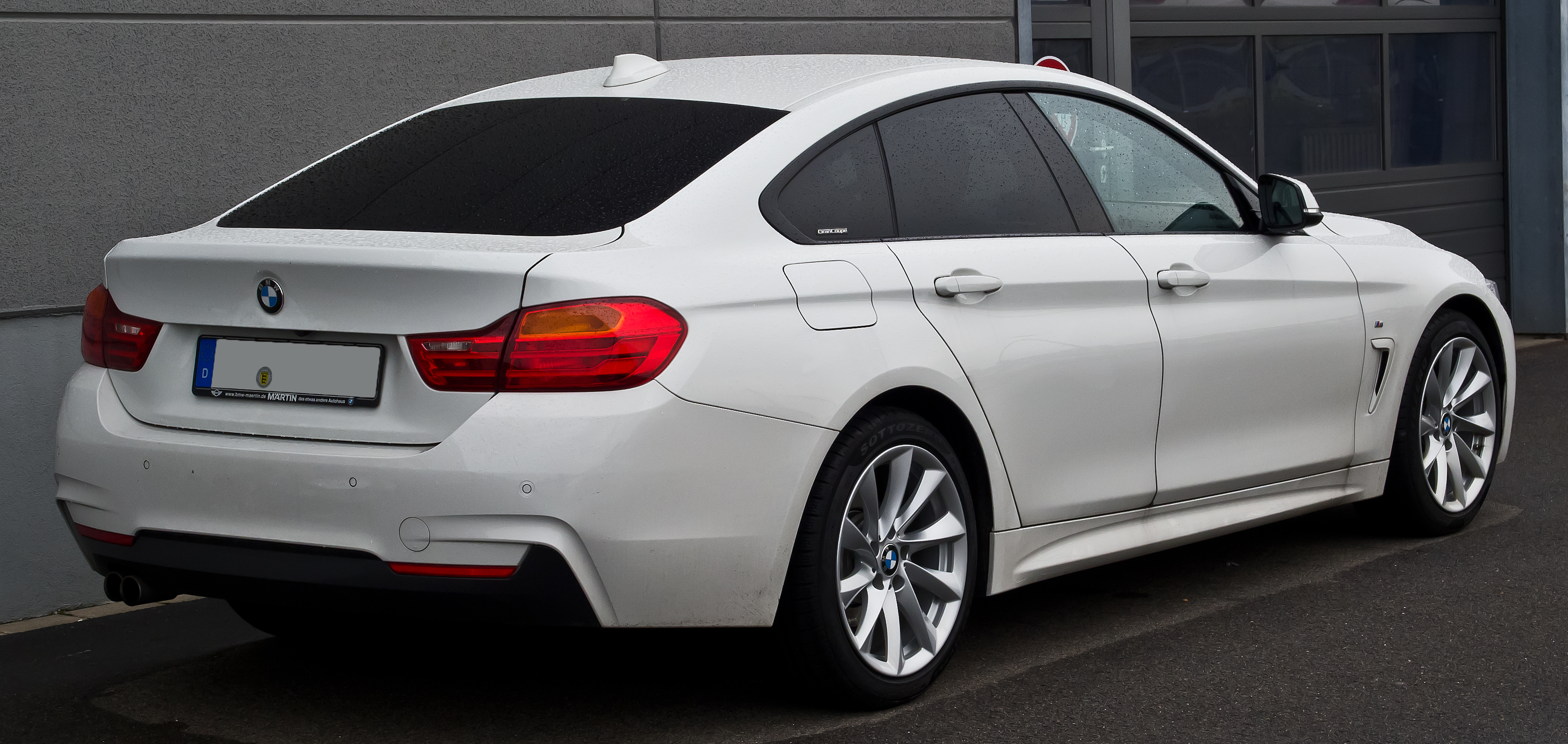
グランクーペ
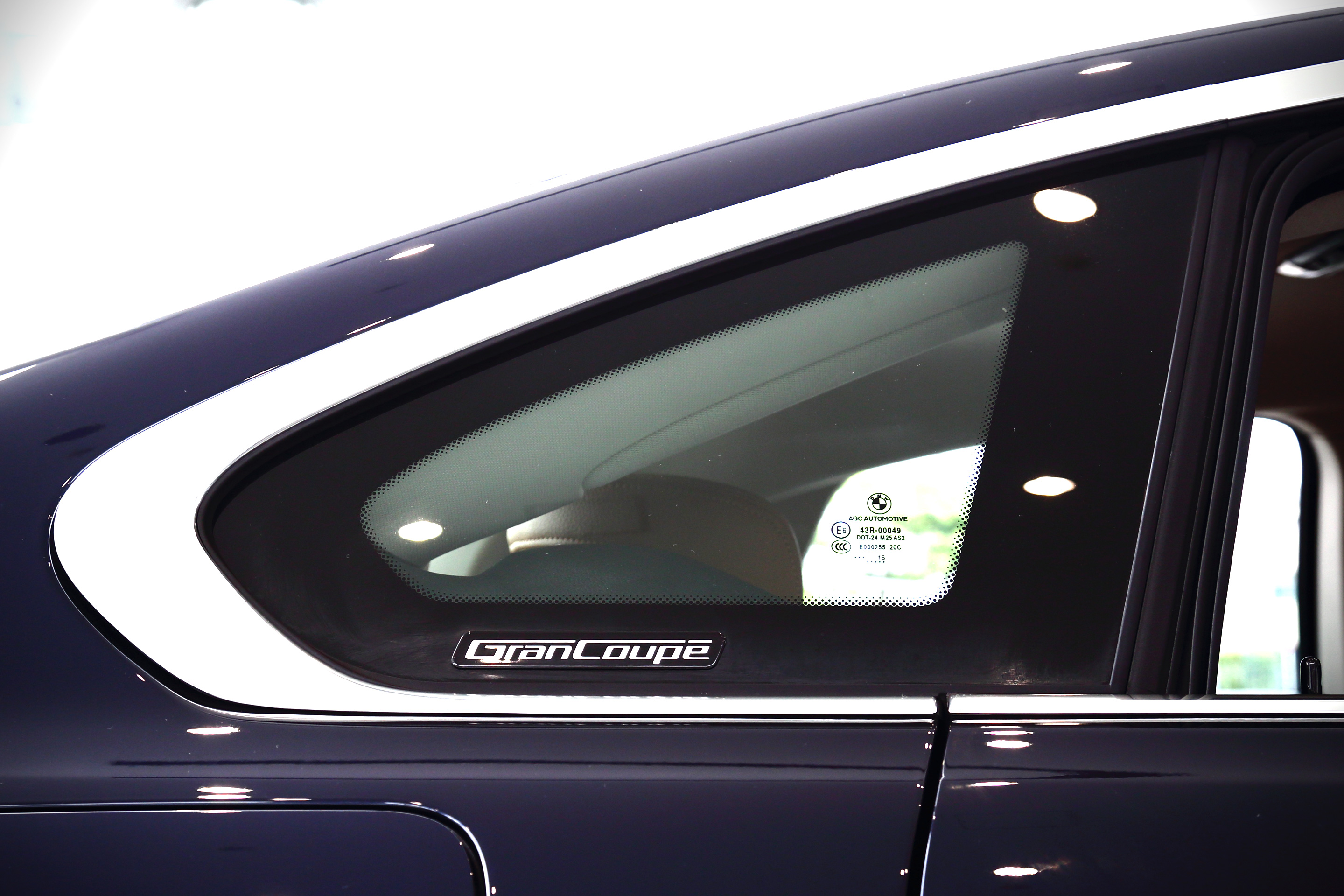
3シリーズセダンとの差異である「Gran Coupe」エンブレム

### 販売比率等
- 2017年5月の記事によると、4シリーズ全体ではクーペが25%、カブリオレが21%、グランクーペが54%となっており、グランクーペが4シリーズの半分以上を占めている。[20]